# Campeonato Mundial de Triatlo de 1999
O Campeonato Mundial de Triatlo de 1999 foi a 11º edição do evento máximo do triatlo, aconteceu em Montreal, Canadá no dia 12 de setembro, organizado pela International Triathlon Union (ITU). 

## Resultados
| Evento    | Ouro                       | Prata                        | Bronze                    |
| --------- | -------------------------- | ---------------------------- | ------------------------- |
| Masculino | Dmitri Gaag · Cazaquistão  | Simon Lessing · Reino Unido  | Miles Stewart · Austrália |
| Feminino  | Loretta Harrop · Austrália | Jackie Gallagher · Austrália | Emma Carney · Austrália   |